# Pieterlen
Pieterlen (em francês: Perles) é uma comuna da Suíça, situada no distrito administrativo de Bienna, no cantão de Berna. Tem 8,3 km² de área e sua população em 2018 foi estimada em 4.359 habitantes.